# Kamer van volksvertegenwoordigers (samenstelling 1882-1886)
De 16de legislatuur van de Belgische Kamer van volksvertegenwoordigers liep van 14 november 1882 tot 13 mei 1886.
Tijdens deze legislatuur waren achtereenvolgens de regering-Frère-Orban II (juni 1878 - juni 1884), de regering-Malou (juni - oktober 1884) en de regering-Beernaert (oktober 1884 - maart 1894) in functie. De regering-Frère-Orban II was een liberale meerderheid, terwijl de regering-Malou en de regering-Beernaert katholieke meerderheden waren.

## Verkiezingen
De Kamer van volksvertegenwoordigers telde toen 138 leden. Het nationale kiesstelsel was in die periode gebaseerd op cijnskiesrecht, volgens een systeem van een meerderheidsstelsel, gecombineerd met een districtenstelsel. Iedere Belg die ouder dan 25 jaar was en een bepaalde hoeveelheid cijns betaalde, kreeg stemrecht. Hierdoor was er een beperkt kiezerskorps.
Deze legislatuur volgde uit de verkiezingen van 13 juni 1882. Bij deze verkiezingen werden 69 van de 138 parlementsleden verkozen. Dit was het geval in de kieskringen Gent, Eeklo, Oudenaarde, Aalst, Dendermonde, Sint-Niklaas, Charleroi, Bergen, Doornik, Aat, Thuin, Zinnik, Luik, Verviers, Hoei, Borgworm, Hasselt, Tongeren en Maaseik.
Op 10 juni 1884 vonden tussentijdse verkiezingen plaats, waarbij de overige 69 leden verkozen werden. Dit was het geval in de kieskringen Antwerpen, Mechelen, Turnhout, Brussel, Nijvel, Leuven, Brugge, Veurne, Kortrijk, Ieper, Tielt, Roeselare, Oostende, Diksmuide, Aarlen, Marche, Virton, Bastenaken, Neufchâteau, Namen, Philippeville en Dinant.
Er vonden ook enkele buitengewone verkiezingen plaats, zoals op 5 augustus 1884 in het arrondissement Aat ter vervanging van parlementsvoorzitter Joseph Jules Descamps, die ontslag had genomen. Van de 1.782 (geldige) stemmen won Oswald de Kerchove de Denterghem met 1.007 tegen de Moor met 776 stemmen.

## Zittingen
In de 16de zittingsperiode (1882-1886) vonden vijf zittingen plaats. Van rechtswege kwamen de Kamers ieder jaar bijeen op de tweede dinsdag van november.
| Zitting                | Opening          | Sluiting          |
| ---------------------- | ---------------- | ----------------- |
| 1ste zitting 1882-1883 | 14 november 1882 | 18 augustus 1883  |
| 2de zitting 1883-1884  | 13 november 1883 | 28 mei 1884       |
| buitengewone zitting   | 22 juli 1884     | 12 september 1884 |
| 4de zitting 1884-1885  | 11 november 1884 | 19 augustus 1885  |
| 5de zitting 1885-1886  | 10 november 1885 | 22 mei 1886       |

## Samenstelling
| Begin legislatuur (1882) | Begin legislatuur (1882) | Begin legislatuur (1882) | Einde legislatuur (1886) | Einde legislatuur (1886) | Einde legislatuur (1886) |
| Fractie                  | Fractie                  | Zetels                   | Fractie                  | Fractie                  | Zetels                   |
| ------------------------ | ------------------------ | ------------------------ | ------------------------ | ------------------------ | ------------------------ |
|                          | Liberalen                | 79                       |                          | Katholieken              | 87                       |
|                          | Katholieken              | 59                       |                          | Liberalen                | 51                       |

Wijzigingen in fractiesamenstelling:
- In 1882 overlijdt de katholiek Armand Wasseige. Zijn opvolger wordt de liberaal Philippe Émile Cuvelier.
- In 1882 overlijdt de liberaal Georges de Baillet Latour. Zijn opvolger wordt de katholiek Joseph de Riquet de Caraman Chimay.
- Bij de periodieke verkiezingen van 1884 verliezen de liberalen 27 zetels ten voordele van de katholieken.
- In 1885 overlijdt de liberaal Jean Ortmans. In zijn plaats komt de katholiek Auguste Loslever.

## Lijst van de volksvertegenwoordigers
| Volksvertegenwoordiger             | Partij    | Kieskring     | Opmerkingen |
| ---------------------------------- | --------- | ------------- | --- |
| Alfred Guyot                       | Katholiek | Antwerpen     | |
| Edward Coremans                    | Katholiek | Antwerpen     | |
| Victor Jacobs                      | Katholiek | Antwerpen     | |
| Edward Osy de Zegwaart             | Katholiek | Antwerpen     | |
| Eugène Meeus                       | Katholiek | Antwerpen     | |
| Jan De Laet                        | Katholiek | Antwerpen     | |
| Eugène de Decker                   | Katholiek | Antwerpen     | |
| Jean-Baptiste De Winter            | Katholiek | Antwerpen     | Vervangt vanaf 22 juli 1884 Léopold de Wael (Liberaal), die bij de tussentijdse verkiezingen niet herkozen raakte. |
| Louis Lefebvre                     | Katholiek | Mechelen      | Quaestor vanaf 23 juli 1884. |
| Jean Notelteirs                    | Katholiek | Mechelen      | |
| Victor Emile Fris                  | Katholiek | Mechelen      | Vervangt vanaf 22 juli 1884 Eugène de Kerckhove, die niet meer opkwam bij de tussentijdse verkiezingen. |
| Alphonse Nothomb                   | Katholiek | Turnhout      | |
| Jean-Baptiste Coomans              | Katholiek | Turnhout      | |
| Eugène de Zerezo de Téjada         | Katholiek | Turnhout      | Quaestor vanaf 23 juli 1884. |
| Henri de Merode-Westerloo          | Katholiek | Brussel       | Vervangt vanaf 22 juli 1884 Pierre Van Humbeeck (Liberaal), die bij de tussentijdse verkiezingen niet herkozen raakte. |
| Jean Bilaut                        | Katholiek | Brussel       | Vervangt vanaf 22 juli 1884 Jules Guillery (Liberaal), die bij de tussentijdse verkiezingen niet herkozen raakte. |
| Jules de Borchgrave                | Katholiek | Brussel       | Vervangt vanaf 22 juli 1884 Léon Vanderkindere (Liberaal), die bij de tussentijdse verkiezingen niet herkozen raakte. |
| Charles Delebecque                 | Katholiek | Brussel       | Vervangt vanaf 22 juli 1884 Antoine Dansaert (Liberaal), die bij de tussentijdse verkiezingen niet herkozen raakte. |
| Jules Desmedt                      | Katholiek | Brussel       | Vervangt vanaf 22 juli 1884 Gustave Washer (Liberaal), die bij de tussentijdse verkiezingen niet herkozen raakte. Washer was quaestor tot 17 mei 1884. |
| Léon de Somzée                     | Katholiek | Brussel       | Vervangt vanaf 22 juli 1884 Optat Scailquin (Liberaal), die bij de tussentijdse verkiezingen niet herkozen raakte. |
| Adrien d'Oultremont                | Katholiek | Brussel       | Vervangt vanaf 22 juli 1884 Adolphe Demeur (Liberaal), die bij de tussentijdse verkiezingen niet herkozen raakte. |
| Jean Merjay                        | Katholiek | Brussel       | Vervangt vanaf 22 juli 1884 Henri Bergé (Liberaal), die bij de tussentijdse verkiezingen niet herkozen raakte. |
| Louis Systermans                   | Katholiek | Brussel       | Vervangt vanaf 22 juli 1884 Gustave Jottrand (Liberaal), die bij de tussentijdse verkiezingen niet herkozen raakte. |
| Etienne Henrard                    | Katholiek | Brussel       | Vervangt vanaf 22 juli 1884 Eugène Robert (Liberaal), die bij de tussentijdse verkiezingen niet herkozen raakte. |
| Eugène Parmentier                  | Katholiek | Brussel       | Vervangt vanaf 22 juli 1884 Eugène Goblet d'Alviella (Liberaal), die bij de tussentijdse verkiezingen niet herkozen raakte. |
| Ernest Slingeneyer                 | Katholiek | Brussel       | Vervangt vanaf 22 juli 1884 Auguste Couvreur (Liberaal), die bij de tussentijdse verkiezingen niet herkozen raakte. Couvreur was ondervoorzitter tot 17 mei 1884. |
| Charles Simons                     | Katholiek | Brussel       | Vervangt vanaf 22 juli 1884 Emile Féron (Liberaal), die bij de tussentijdse verkiezingen niet herkozen raakte. |
| Gustave Van der Smissen            | Katholiek | Brussel       | Vervangt vanaf 22 juli 1884 Victor Arnould (Liberaal), die bij de tussentijdse verkiezingen niet herkozen raakte. Van der Smissen is secretaris vanaf 23 juli 1884. |
| Eugène Stroobant                   | Katholiek | Brussel       | Vervangt vanaf 22 juli 1884 Paul Janson (Liberaal), die bij de tussentijdse verkiezingen niet herkozen raakte. |
| Julien Renson                      | Katholiek | Brussel       | Vervangt vanaf 22 juli 1884 Karel Buls (Liberaal), die bij de tussentijdse verkiezingen niet herkozen raakte. |
| Alphonse de Becker                 | Katholiek | Leuven        | |
| Charles Delcour                    | Katholiek | Leuven        | |
| Louis Halflants                    | Katholiek | Leuven        | |
| Edouard De Néeff                   | Katholiek | Leuven        | Vervangt vanaf 22 juli 1884 Théodore Smolders, die niet meer opkwam bij de tussentijdse verkiezingen. |
| Joseph-Adrien Beeckman             | Katholiek | Leuven        | |
| Georges Snoy                       | Katholiek | Nijvel        | Vervangt vanaf 22 juli 1884 Alexandre de Vrints Treuenfeld (Liberaal), die bij de tussentijdse verkiezingen niet herkozen raakte. De Vrints Treuenfeld was quaestor tot 17 mei 1884. |
| Léon Pastur                        | Katholiek | Nijvel        | Vervangt vanaf 22 juli 1884 Adolphe Le Hardy de Beaulieu (Liberaal), die bij de tussentijdse verkiezingen niet herkozen raakte. Le Hardy de Beaulieu was ondervoorzitter tot 17 mei 1884. |
| Eugène Dumont                      | Katholiek | Nijvel        | Vervangt vanaf 22 juli 1884 Louis Mascart (Liberaal), die bij de tussentijdse verkiezingen niet herkozen raakte. |
| Jules de Burlet                    | Katholiek | Nijvel        | Vervangt vanaf 22 juli 1884 Xavier Victor Olin (Liberaal), die bij de tussentijdse verkiezingen niet herkozen raakte. De Burlet is secretaris vanaf 23 juli 1884. |
| Amedée Visart de Bocarmé           | Katholiek | Brugge        | |
| Emile De Clercq                    | Katholiek | Brugge        | Vervangt vanaf 22 juli 1884 Eugène-Edouard van Outryve d'Ydewalle, die niet meer opkwam bij de tussentijdse verkiezingen. |
| Alfred Ronse                       | Katholiek | Brugge        | Vervangt vanaf 22 juli 1884 Léon Ruzette (Katholiek), die provinciegouverneur van West-Vlaanderen wordt. Ruzette was de vervanger van Arthur Pecsteen (Liberaal), die bij de tussentijdse verkiezingen niet herkozen raakte. |
| Désiré de Haerne                   | Katholiek | Kortrijk      | |
| Pierre Tack                        | Katholiek | Kortrijk      | Ondervoorzitter vanaf 23 juli 1884. |
| Auguste Reynaert                   | Katholiek | Kortrijk      | |
| Jules Vandenpeereboom              | Katholiek | Kortrijk      | |
| Louis Carbon                       | Katholiek | Oostende      | Vervangt vanaf 29 juli 1884 Charles Janssens (Liberaal), die bij de tussentijdse verkiezingen niet herkozen raakte. |
| Théophile de Lantsheere            | Katholiek | Diksmuide     | Ondervoorzitter van 23 juli tot 12 november 1884 en parlementsvoorzitter vanaf 12 november 1884. |
| Léon Visart de Bocarmé             | Katholiek | Veurne        | |
| Auguste Beernaert                  | Katholiek | Tielt         | |
| Adile Eugène Mulle de ter Schueren | Katholiek | Tielt         | |
| Fernand de Jonghe d'Ardoye         | Katholiek | Roeselare     | |
| Alberic Descantons de Montblanc    | Katholiek | Roeselare     | |
| René Colaert                       | Katholiek | Ieper         | Vervangt vanaf 22 februari 1884 de overleden Pierre Biebuyck. |
| Félix Berten                       | Katholiek | Ieper         | |
| Eugène Struye                      | Katholiek | Ieper         | |
| Charles Woeste                     | Katholiek | Aalst         | |
| Victor Van Wambeke                 | Katholiek | Aalst         | Ondervoorzitter vanaf 12 november 1884. |
| Louis De Sadeleer                  | Katholiek | Aalst         | Secretaris vanaf 14 november 1883. |
| Charles Verbrugghen                | Katholiek | Aalst         | |
| Florent De Bleeckere               | Katholiek | Oudenaarde    | |
| Edmond Van Brabandt                | Katholiek | Oudenaarde    | |
| Yves Magherman                     | Katholiek | Oudenaarde    | |
| François d'Elhoungne               | Liberaal  | Gent          | |
| Gustave Rolin Jaequemyns           | Liberaal  | Gent          | |
| Hippolyte Lippens                  | Liberaal  | Gent          | |
| Jules Devigne                      | Liberaal  | Gent          | |
| Jules de Hemptinne                 | Liberaal  | Gent          | |
| Auguste Wagener                    | Liberaal  | Gent          | |
| Edmond Willequet                   | Liberaal  | Gent          | |
| Hippolyte Callier                  | Liberaal  | Gent          | Secretaris tot 23 juli 1884. |
| Joseph Kervyn de Lettenhove        | Katholiek | Eeklo         | |
| Theodoor Janssens                  | Katholiek | Sint-Niklaas  | |
| Stanislas Verwilghen               | Katholiek | Sint-Niklaas  | |
| Joseph Nicolas Van Naemen          | Katholiek | Sint-Niklaas  | Vervangt vanaf 30 maart 1886 Jules Malou, die lid wordt van de Belgische Senaat. |
| Léon De Bruyn                      | Katholiek | Dendermonde   | |
| Philippe De Kepper                 | Katholiek | Dendermonde   | |
| Gustave Vanden Steen               | Katholiek | Dendermonde   | |
| Gustave Sabatier                   | Liberaal  | Charleroi     | |
| Eudore Pirmez                      | Liberaal  | Charleroi     | |
| Casimir Lambert                    | Liberaal  | Charleroi     | |
| Victor Gillieaux                   | Liberaal  | Charleroi     | |
| Emile Vandam                       | Liberaal  | Charleroi     | |
| Philippe Mondez                    | Liberaal  | Charleroi     | |
| Victor Lucq                        | Liberaal  | Charleroi     | |
| Charles-Xavier Sainctelette        | Liberaal  | Bergen        | |
| Emile Masquelier                   | Liberaal  | Bergen        | |
| Auguste Houzeau de Lehaie          | Liberaal  | Bergen        | |
| Henri Bockstael                    | Liberaal  | Bergen        | |
| Arthur Lescarts                    | Liberaal  | Bergen        | |
| Emile Hardy                        | Liberaal  | Bergen        | |
| Gustave Paternoster                | Liberaal  | Zinnik        | |
| Grégoire Wincqz                    | Liberaal  | Zinnik        | Vervangt vanaf 2 februari 1883 Adolphe Englebienne (Katholiek), wiens verkiezing ongeldig werd verklaard. |
| Léon Houtart                       | Liberaal  | Zinnik        | |
| Jules Bara                         | Liberaal  | Doornik       | |
| Victor Carbonnelle                 | Liberaal  | Doornik       | Vervangt vanaf 30 juni 1885 de overleden Charles Rogier. |
| Louis Crombez                      | Liberaal  | Doornik       | |
| Edouard Simon                      | Liberaal  | Doornik       | |
| Oswald de Kerchove de Denterghem   | Liberaal  | Aat           | Vervangt vanaf 7 augustus 1884 Joseph Jules Descamps, die om gezondheidsredenen ontslag neemt. Descamps was parlementsvoorzitter tot 17 mei 1884. |
| Florimond Durieu                   | Liberaal  | Aat           | |
| Albert Puissant                    | Liberaal  | Thuin         | |
| Jean-Baptiste T'Serstevens         | Liberaal  | Thuin         | |
| Louis Gigot                        | Liberaal  | Thuin         | |
| Ferdinand de Macar                 | Liberaal  | Hoei          | |
| Joseph Warnant                     | Liberaal  | Hoei          | |
| Pierre Hallet                      | Liberaal  | Borgworm      | |
| Pierre Jules Lejeune               | Liberaal  | Borgworm      | |
| Walthère Frère-Orban               | Liberaal  | Luik          | |
| Alfred Magis                       | Liberaal  | Luik          | Vervangt vanaf 14 november 1882 de overleden Dieudonné Mouton. |
| Xavier Neujean                     | Liberaal  | Luik          | |
| Guillaume Fléchet                  | Liberaal  | Luik          | |
| Emile Dupont                       | Liberaal  | Luik          | |
| Julien Warnant                     | Liberaal  | Luik          | |
| Octave Neef-Orban                  | Liberaal  | Luik          | |
| Émile Jamme                        | Liberaal  | Luik          | |
| Léopold Hanssens                   | Liberaal  | Luik          | |
| Léon d'Andrimont                   | Liberaal  | Verviers      | Secretaris. |
| Guillaume Peltzer                  | Liberaal  | Verviers      | |
| Charles Léopold Mallar             | Liberaal  | Verviers      | |
| Auguste Loslever                   | Katholiek | Verviers      | Vervangt vanaf 10 maart 1885 de overleden Jean Ortmans (Liberaal). |
| Henri de Pitteurs-Hiegaerts        | Katholiek | Hasselt       | |
| Joseph Thonissen                   | Katholiek | Hasselt       | |
| Prosper Cornesse                   | Katholiek | Maaseik       | |
| François Meyers                    | Katholiek | Tongeren      | |
| Oscar de Schaetzen                 | Katholiek | Tongeren      | |
| Emile Van Hoorde                   | Katholiek | Bastenaken    | |
| Victor Tesch                       | Liberaal  | Aarlen        | |
| Paul de Favereau                   | Katholiek | Marche        | Vervangt vanaf 22 juli 1884 Jules Pety de Thozée, die niet meer opkwam bij de tussentijdse verkiezingen. Pety de Thozée was secretaris tot 14 november 1883. |
| Edmond van der Linden d'Hooghvorst | Katholiek | Neufchâteau   | Vervangt vanaf 22 juli 1884 Charles Bergh (Liberaal), die bij de tussentijdse verkiezingen niet herkozen raakte. |
| Numa Ensch-Tesch                   | Liberaal  | Virton        | Vervangt vanaf 26 november 1885 de overleden Philippe Bouvier. |
| Joseph de Riquet de Caraman Chimay | Katholiek | Philippeville | Vervangt vanaf 15 november 1882 de overleden Georges de Baillet Latour (Liberaal). |
| Louis de Baré de Comogne           | Katholiek | Philippeville | Vervangt vanaf 22 juli 1884 Stéphane Mineur (Liberaal), die bij de tussentijdse verkiezingen niet herkozen raakte. |
| Xavier Victor Thibaut              | Katholiek | Dinant        | Parlementsvoorzitter van 23 juli tot 2 september 1884. |
| Hadelin de Liedekerke Beaufort     | Katholiek | Dinant        | |
| Alphonse de Moreau                 | Katholiek | Namen         | |
| Ernest Mélot                       | Katholiek | Namen         | Vervangt vanaf 22 juli 1884 Charles de Montpellier, die provinciegouverneur van Namen wordt. |
| Ferdinand Dohet                    | Katholiek | Namen         | Vervangt vanaf 22 juli 1884 Julien Tournay-Detilleux (Liberaal), die bij de tussentijdse verkiezingen niet herkozen raakte. Tournay-Detilleux was secretaris tot 17 mei 1884. |
| Auguste Doucet de Tillier          | Katholiek | Namen         | Vervangt vanaf 22 juli 1884 Paul de Bruges de Gerpinnes (Katholiek), die lid wordt van de Belgische Senaat. De Bruges de Gerpinnes was de vervanger van Philippe Émile Cuvelier (Liberaal), die bij de tussentijdse verkiezingen niet herkozen raakte. Cuvelier zelf verving vanaf 14 november 1882 de overleden Armand Wasseige (Katholiek). |